# Adenosin

Strukturformel.

Adenosin är en liten organisk molekyl som är uppbyggd av kvävebasen adenin och sockergruppen ribos. Adenosin hör till gruppen nukleosider, som alla består av en kvävebas och en sockergrupp (till exempel den som nämns ovan). Skulle även en fosfatgrupp ingå i molekylen hade den klassificerats som en nukleotid.
Adenosin är även en neurotransmittor (signalsubstans) i det centrala nervsystemet, där dess olika funktioner ännu inte är helt klarlagda. Det är dock känt att adenosin binder till samma receptorer som även koffein binder till. Dessa två olika substanser har likväl motsatt effekt; medan adenosin stimulerar receptorn till att förmedla signaler som stimulerar trötthet har koffein egenskaper som blockerar receptorn från att aktiveras av adenosin.
DNA och RNA består delvis av adenosin.
En adenosinreceptorantagonist är ett ämne som agerar antagonist mot en adenosinreceptor, det vill säga binder till denna och hindrar adenosin att binda till receptorn. Ämnen kan vara antagonister mot en eller flera av de fyra adenosinreceptorerna A1, A2A, A2B och A3. Koffein är antagonist mot de två första, medan teofyllin är antagonist mot alla fyra.